# Institut für Zeitungsforschung
Das Institut für Zeitungsforschung ist das älteste wissenschaftliche Institut in Dortmund. Es besitzt eine der größten Sammlungen historischer und aktueller Zeitungen, Fach- und Publikumszeitschriften – rund 150 laufende Titel aus dem In- und Ausland – in Deutschland sowie medienhistorische Sondersammlungen und eine umfangreiche Fachbibliothek zum Thema Publizistik und Massenkommunikation. Es ist eine bedeutende Forschungseinrichtung der Medien- und Kommunikationsgeschichte.

## Geschichte
Das Institut geht zurück auf die seit 1907 angelegte Zeitungssammlung der Stadtbibliothek Dortmund unter ihrem ehemaligen Direktor Erich Schulz, angeregt vom Zeitungswissenschaftler Karl d’Ester. 
Das Institut wurde am 14. Mai 1926 als Westfälisch-Niederrheinisches Instituts für Zeitungsforschung, einer Abteilung der Stadtbibliothek (Leitung: Erich Schulz), durch den Niederrheinisch-Westfälischen Zeitungsverlegerverein, die Stadt Dortmund und die Universität Münster mit dem Ziel, für die neue „Zeitungswissenschaft“ ein umfangreiches Quellenkorpus zusammenzutragen, gegründet. 
Heute ist das Institut eine selbständige Einrichtung im Geschäftsbereich Bibliotheken der Kulturbetriebe Dortmunds.

## Überblick
Die Fachbibliothek zur Medien- und Kommunikationsgeschichte und mit Presse, Publizistik und Massenkommunikation verwandten Sachgebieten ist öffentlich, vor Ort und per Fernleihe nutzbar. Die Fachdatenbank ZIMP weist einschlägige Beiträge aus ausgewählten Tages- und Wochenzeitungen sowie Fachzeitschriften zu den Kernthemen des Instituts nach.
Ein Großteil der Bestände – vor allem Zeitungen und Zeitschriften – wird langfristig auf Mikrofilm gesichert und über die Fernleihe ins In- wie Ausland verschickt. Dies ist im Kontext des UrhWissG von großer Bedeutung für die Forschung und für alle anderen, interessierten Personenkreise.
Im Institut sind mehr als 90 Nachlässe von im Journalismus tätig gewesenen Personen archiviert. Der Bestand wird stetig um Vor- und Nachlässe erweitert. Umfangreiche Sondersammlungen von Flugschriften, Plakaten, politischen Karikaturen und Frühdrucken sind im Original überliefert.
Die jährlichen, international besuchten Fachtagungen greifen zentrale Themen und Fragestellungen der kommunikationswissenschaftlichen Forschung auf. Die Tagungen bieten die Möglichkeit, aktuelle Forschungsfragen auch in ihrer historischen Dimension zu beleuchten und verknüpfen die Perspektiven aus Theorie und Praxis. Das Institut gibt die Schriftenreihe Dortmunder Beiträge zur Zeitungsforschung sowie Einzelveröffentlichungen heraus und hat sich unter anderem mit der Erforschung der Presse im Nationalsozialismus und der Exilpresse befasst.
Für interessierte Studierende der Studiengänge Geschichte, Politikwissenschaft, Journalistik, Publizistik, Kommunikationswissenschaften und anderer Fächer sowie Auszubildende (FaMI) wird die Möglichkeit eines Praktikums angeboten.